# Juan Vicente Gómez
Juan Vicente Gómez Chacón (24 de julho de 1857 – 17 de dezembro de 1935) foi um militar, político e presidente da Venezuela, que governou em ditadura de 1908 até sua morte em 1935. Em seus 27 anos de regime, ficou conhecido pelo fim das guerras civis, a modernização do Estado e a transformação da Venezuela em uma nação petroleira.
Apesar de sua ditadura sangrenta, seu regime sempre tentou manter uma fachada constitucional e democrática, empregando presidentes como Victorino Márquez Bustillos e Juan Bautista Pérez, subordinados a Gómez, que nesse vácuo de poder exercia o cargo de Comandante-em-Chefe.
Da década de 1910 até a década de 1930, Gómez ajudou a consolidar o Estado Venezuelano e a modernizar o país, ao permitir que investidores, nacionais e estrangeiros, livremente explorassem as recém-descobertas jazidas de petróleo.
Em consequência dessa maior liberdade, a Venezuela vivenciou um substantivo crescimento econômico e rapidamente se transformou em um dos países mais prósperos da América Latina já na década de 1950.